# Switching
|  | Denne artikel er oprettet af botten PalnaBot ud fra en ekstern database. Den kan derfor have sproglige fejl eller mangler. Denne skabelon kan fjernes efter kontrol af indholdet. |

Switching er en film instrueret af Morten Schjødt efter manuskript af Morten Schjødt, Rasmus Arrildt.

## Handling
Frida og Simon er kærester, men noget har forandret sig, og de må tage et valg. Kan de undvære hinanden, eller vil de kæmpe for deres forhold? De befinder sig i en tilstand, hvor ønsket om forandring står i modsætning til ønsket om at fastholde øjeblikket. Man fanges i dette øjeblik, og gennem sine valg indkredser man deres forvirrede tilstand og sin egen måde at se filmen på.